# Jiangxia

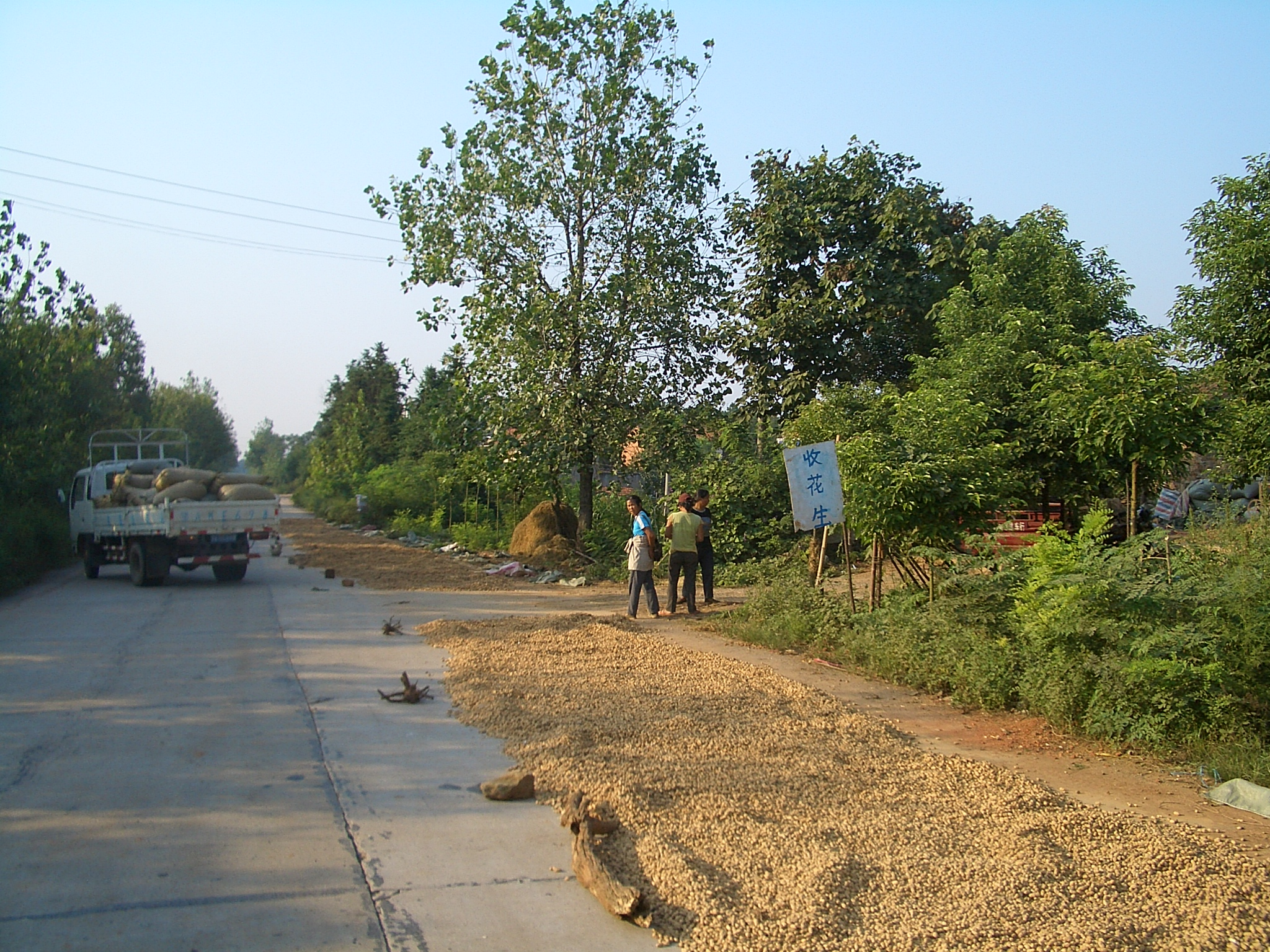
Erdnuss-Ernte im Bezirk Jiangxia

Der Stadtbezirk Jiangxia (chinesisch 江夏區 / 江夏区, Pinyin Jiāngxià Qū)  ist ein Stadtbezirk der Unterprovinzstadt Wuhan, der Hauptstadt der Provinz Hubei in der Volksrepublik China. Er hat eine Fläche von 2.010 km² und zählt 987.000 Einwohner (Stand: Ende 2019). Er liegt am südöstlichen Ufer des mittleren Jangtsekiang. In diesem Bezirk befindet sich auch das größte chinesische Forschungsinstitut für Virologie, das Institut für Virologie Wuhan.

## Administrative Gliederung
Auf Gemeindeebene setzt sich der Stadtbezirk aus sechs Straßenvierteln, vier Großgemeinden und zwei Gemeinden zusammen. 